# Cérambos
Cérambos, fils d'Euseiros (lui-même fils de Poséidon) et de la nymphe Idothée, est un personnage de musicien de la mythologie grecque évoqué par les poètes romains Ovide et Antoninus Liberalis. 
Cérambos vit peu avant le déluge de Deucalion et il en est l'un des rares survivants : Ovide relate que les nymphes le soulèvent au-dessus du niveau de l'eau et lui sauvent ainsi la vie. Il vit sur le mont Othrys, en Phthie, et possède un large troupeau.
Cérambos passe pour être le meilleur chanteur de son temps. On lui attribue plusieurs inventions dans le domaine de la musique : la flûte du berger, l'usage de la lyre et la composition de plusieurs chansons réjouissantes. C'est pour cela que les nymphes du mont Othrys se prennent d'amitié pour lui et se montrent à lui aux moments où il joue de la lyre. Ces honneurs, néanmoins, le rendent arrogant jusqu'à la folie. Un automne, le dieu Pan lui conseille de faire descendre son troupeau dans la plaine, car l'hiver sera particulièrement rigoureux, mais Cérambos refuse de l'écouter. Pire, il raconte aux nymphes des histoires calomnieuses, en prétendant qu'elles ne sont pas les filles de Zeus, mais du dieu-fleuve Spercheios et de Deinô. Il raconte aussi que le dieu Poséidon s'est épris d'une des nymphes, Diopatras, et qu'il a changé ses sœurs en peupliers le temps de satisfaire son désir, avant de leur rendre leur forme d'origine. Les nymphes, offusquées, transforment Cérambos en un scarabée xylophage, le Cerambyx, et, à la venue de l'hiver, son troupeau est dispersé.